# Cypripedium margaritaceum
Cypripedium margaritaceum é uma espécie de orquídea terrestre, família Orchidaceae, que habita a China.